# Żebra Żubra

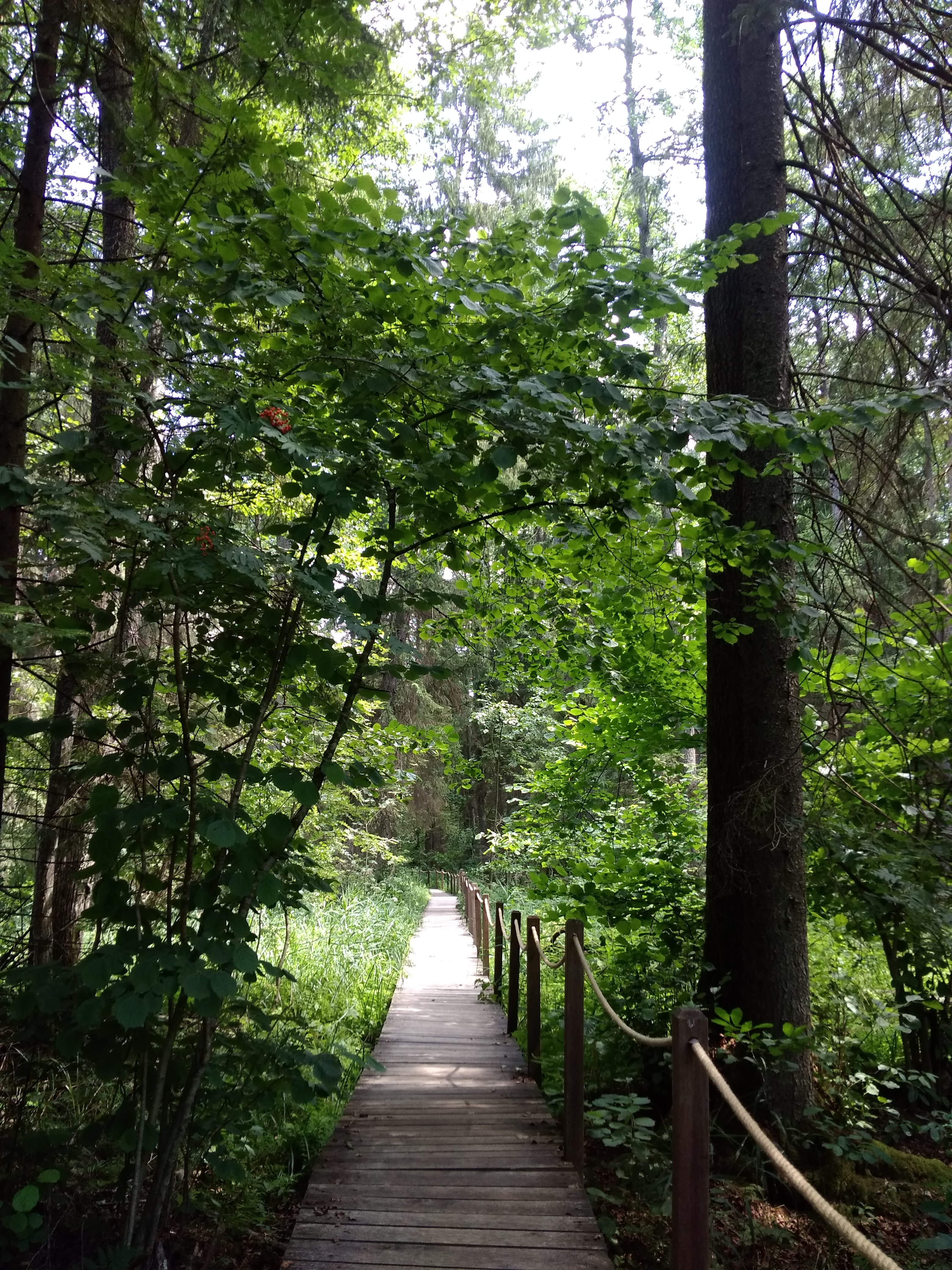
Kładka na ścieżce

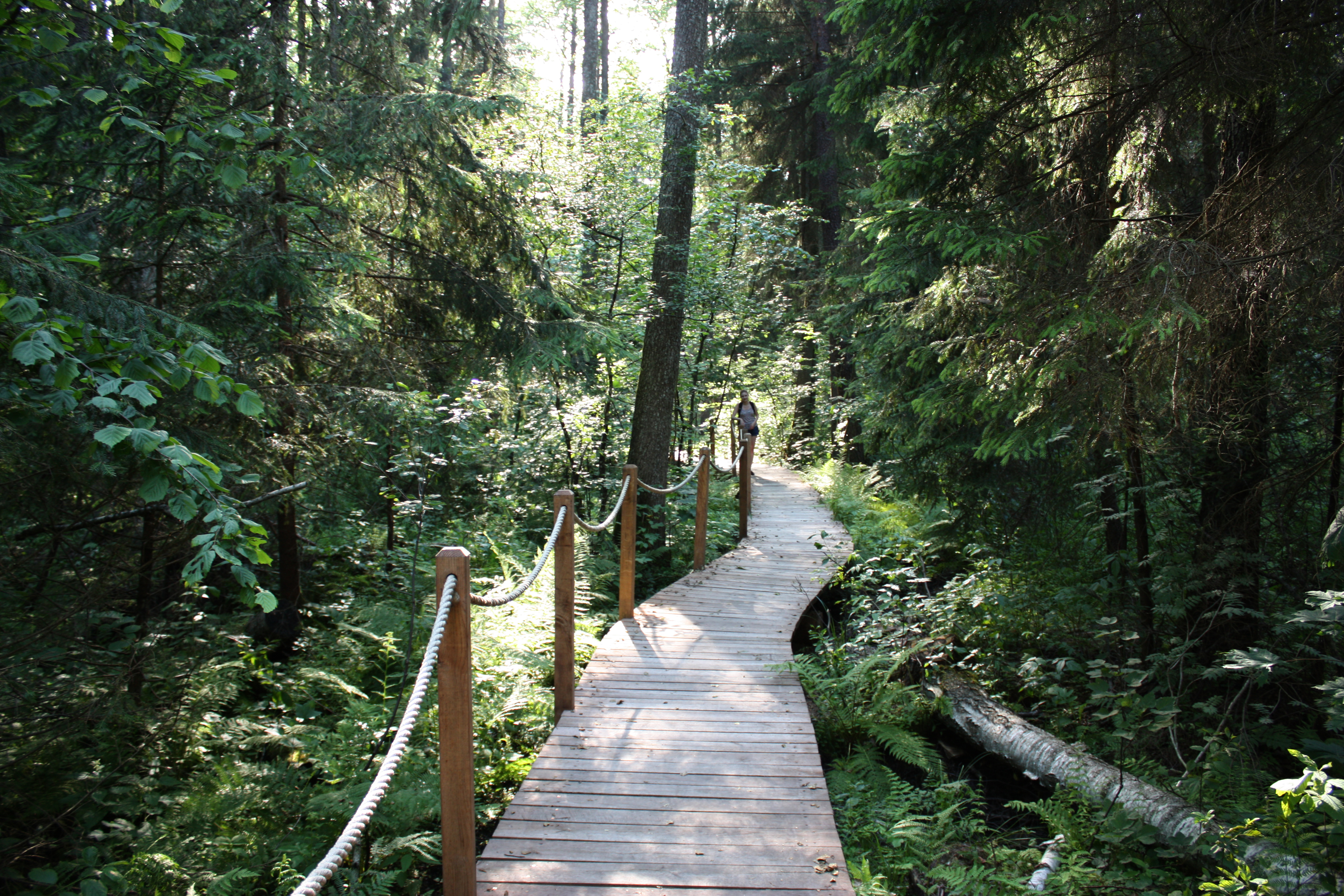
Ścieżka edukacyjna Żebra Żubra

Żebra Żubra – leżąca na terenie Puszczy Białowieskiej ścieżka przyrodnicza. Pierwsza leśna ścieżka przyrodnicza w Polsce, wytyczona w latach 70. XX wieku według projektu Jacka Wysmułka i jego żony Barbary Ewy.
Ścieżka liczy około 2,7 km długości. Jest to ciąg drewnianych kładek i grobli, wijących się przez podmokły teren puszczy oraz dawne łąki w dolinie rzeki Narewki. Nazwa pochodzi od początkowo ułożonych miejscami w dość szerokich odstępach desek lub pni (przypominających żebra). Obecnie na szlaku spotykamy drewniane pomosty oraz żwirowo kamienne ścieżki na których poruszamy się gęsiego. Na szlaku obowiązuje zakaz jazdy rowerem. Szlak rozpoczyna się niedaleko północnej części Białowieży przy drodze prowadzącej do miejscowości Budy (droga ta stanowi przedłużenie ul. Zastawa w Białowieży), a kończy się przy wejściu do Rezerwatu Pokazowego Żubrów, usytuowanego w pobliżu (około 150 m) od drogi Białowieża-Hajnówka.
Szlak prowadzi głównie przez podmokłe lasy olszowe i olszowo-jesionowe, ale prezentuje bioróżnorodność typów siedliskowych lasów Puszczy Białowieskiej. W okresie wiosennym (marzec-kwiecień), w okolicach wejścia na ścieżkę, można dostrzec bardzo dużą liczbę żab budzących się z letargu zimowego, które starają się przedostać do zbiornika wodnego Narewki.